# Parafia św. Jana Chrzciciela w Grucznie
Parafia Świętego Jana Chrzciciela w Grucznie – parafia rzymskokatolicka, znajdująca się w diecezji pelplińskiej, w dekanacie Świecie nad Wisłą.